# The Companionate Marriage (pel·lícula)

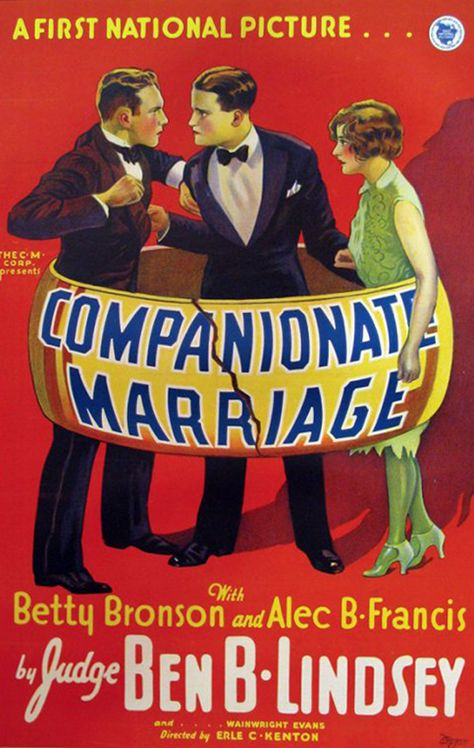
Pòster de la pel·lícula

The Companionate Marriage és una pel·lícula muda que es va estrenar el 21 d'octubre de 1928. Va ser dirigida per Erle C. Kenton i els actors principals van ser Betty Bronson i Alec B. Francis. Està basada en la novel·la homònima de Benjamin Barr Lindsey i Wainwright Evans publicada l'any anterior. Es considera una pel·lícula perduda.

## Repartiment
- Betty Bronson - Sally Williams
- Alec B. Francis - Judge Meredith
- William Welsh - Mr. Williams
- Edward Martindel - James Moore
- Sarah Padden - Mrs. Williams
- Hedda Hopper - Mrs. Moore
- Richard Walling - Donald Moore
- Arthur Rankin - Tommy Van Cleve
- June Nash - Ruth Moore

## Argument
Sally Williams, és una noia sense recursos que prové d'una família desestructurada que treballa com a secretària per a James Moore, un home ric. Donald, el fill d'aquest, s'enamora de Dally i li proposa el matrimoni. Cínica i amargada, Sally no vol saber res de matrimoni i el rebutja. Ruth Moore, la germana de Donald, durant una festa en un bar de carretera en que tots van borratxos, s'acaba casant impulsivament amb Tommy Van Cleve. Amb molt poc temps es desil·lusiona del sue matrimoni. Tenen una criatura però Tommy l'abandona i ella es suïcida. Moguda pel dolor i la ira de Donald, Sally li ofereix casar-se amb ell. Ell es nega fins que el jutge Meredith, un amic de la família, elabora un contracte legal pel qual si, al final d'un període estipulat, qualsevol qualsevol dels dos no està satisfet amb el matrimoni aquest es declararà legalment nul. Passen diversos anys i Donald i Sally no viuen res res més que la felicitat i la joia d'estar junts.